# Емери Алон
Емери Алон (фр. Esmery-Hallon) насеље је и општина у североисточној Француској у региону Пикардија, у департману Сома која припада префектури Перон.
По подацима из 2011. године у општини је живело 797 становника, а густина насељености је износила 42,17 становника/km². Општина се простире на површини од 18,9 km². Налази се на средњој надморској висини од 70 метара (максималној 87 m, а минималној 57 m).

## Демографија
| 1962. | 1968. | 1975. | 1982. | 1990. | 1999. | 2011. |
| ----- | ----- | ----- | ----- | ----- | ----- | ----- |
| 641   | 710   | 791   | 807   | 727   | 764   | 797   |

График промене броја становника у току последњих година